# 신현준 (1983년)
신현준(1983년 4월 9일 ~ )는 대한민국의 축구 선수이다. 미드필더로 활약하였다.

## 참고 자료
- 22년 전 '차범근 축구대상' 신현준 "'인도네시아의 차붐' 키우고 싶어요"